# (74) Galatea
Galatea és l'asteroide núm. 74 de la sèrie. Fou descobert el 29 d'agost del 1862 a Marsella per l'astrònom alemany Ernst Wilhelm Leberecht Tempel, un prolífic descobridor de cometes. Aquest fou el tercer asteroide que va descobrir. És un asteroide gran i fosc del cinturó principal. El seu nom prové d'una de les dues Galatees de la mitologia grega, nom també compartit amb una de les llunes de Neptú, Galatea.